# Sideritis viciosoi
Sideritis viciosoi là một loài thực vật có hoa trong họ Hoa môi. Loài này được Pau miêu tả khoa học đầu tiên năm 1916.